# Польська окружна ліга з футболу
Польська окружна класа з футболу (пол. Klasa okręgowa) — шостий за значимістю дивізіон в ієрархії польського футболу. Другий регіональний дивізіон у системі футбольних ліг Польщі.
Змагання в рамках турніру проходять серед 777 команд, поділених на 55 регіональних груп.

## Групи
- Нижньосілезьке воєводство
  - Єленьогурська
  - Легницька
  - Валбжихська
  - Вроцлавська

- Куявсько-Поморське воєводство
  - Куявсько-Поморська І
  - Куявсько-Поморська ІІ

- Люблінське воєводство
  - Білопідляська
  - Холмська
  - Люблінська
  - Замоська

- Любуське воєводство
  - Гожувська
  - Зеленогурська

- Лодзинське воєводство
  - Лодзька
  - Пйотркувська
  - Серадзька
  - Скерневицька

- Малопольське воєводство
  - Краківська
  - Новосондецька
  - Тарнівська
  - Вадовицька

- Мазовецьке воєводство
  - Варшавська І
  - Варшавська ІІ
  - Цеханувсько-остроленська
  - Плоцька
  - Радомська
  - Седлецька

- Опольське воєводство
  - Опольська І
  - Опольська ІІ

- Підкарпатське воєводство
  - Дембицька
  - Ярославська
  - Коросненська
  - Ряшівська
  - Стальовольська

- Підляське воєводство
  - Підляська

- Поморське воєводство
  - Гданська І
  - Гданська ІІ
  - Слупська

- Сілезьке воєводство
  - Бельська
  - Ченстоховська І
  - Ченстоховська ІІ
  - Катовицька І
  - Катовицька ІІ
  - Катовицька ІІІ
  - Катовицька IV

- Свентокшиське воєводство
  - Свентокшиська

- Вармінсько-Мазурське воєводство
  - Вармінсько-Мазурська І
  - Вармінсько-Мазурська ІІ

- Великопольське воєводство
  - Каліська
  - Конінська
  - Лещинська
  - Пілська південна
  - Пілська північна
  - Познаньська західна
  - Познанська східна

- Західнопоморське воєводство
  - Кошалінська південна
  - Кошалінська північна
  - Щецинська південна
  - Щецинська північна.